# Yann Piat
Yann Piat, all'anagrafe Yannick Annabelle Marie (Saigon, 12 giugno 1949 – Hyères, 25 febbraio 1994), è stata una politica francese, nota per il suo impegno contro la corruzione in Provenza-Alpi-Costa Azzurra e assassinata nel febbraio 1994.

## Biografia

### Infanzia
Yannick Annabelle Marie nacque durante la guerra d'Indocina, da padre sconosciuto e da Millet Luce-Marie, ausiliaria femminile dell'esercito, ex compagna di Jean-Marie Le Pen, che viene poi mandata in Algeria dove milita nell'OSA ed è imprigionata.
Cresciuta lontano dalla madre a Saint-Raphaël, sposò un ufficiale di marina, poi un pilota collaudatore, Philippe Piat, nel 1972. Fu poi compagna di François Bachelot. È la madre di due figlie, Laeticia e Angélique, di 20 e 16 anni alla morte di Yann Piat.

### Attività politica
Esponente del Fronte Nazionale, alle elezioni legislative del 1986 (svoltesi tramite scrutinio proporzionale) viene eletta deputata. Conferma il seggio all'Assemblea nazionale in occasione delle legislative del 1988, quando, presentatasi nella terza circoscrizione del dipartimento del Var, sconfigge al secondo turno il candidato socialista Gaston Biancotto, risultando così l'unica deputata in rappresentanza del Fronte.
Nell'ottobre 1988 lascia il partito in polemica con Jean-Marie Le Pen, reo di aver apostrofato l'allora ministro della funzione pubblica Michel Durafour coi termini «Durafour-crématoire» (in risposta all'appello lanciato dal ministro a «exterminer le Front national»); aderisce così all'Unione per la Democrazia Francese, nelle cui file è rieletta alle legislative del 1993, sempre nella terza circoscrizione del Var.

### L'omicidio
La sera del 25 febbraio 1994 stava rincasando a bordo della sua Renault Clio Baccara, guidata da Georges Arnaud, quando fu raggiunta da due motociclisti a bordo di una Yamaha Fazer, che spararono diversi colpi di pistola colpendo mortalmente la deputata al polmone destro. Il conducente, rimasto ferito, riuscì a portarla ad una vicina caserma dei pompieri, ma i soccorsi si rivelarono inutili.